# Adobe Inc.
Adobe (/əˈdoʊbi/ ə-DOH-bee), originalmente chamada Adobe Systems, é uma empresa multinacional americana de software de computador incorporada em Delaware e com sede em San Jose, Califórnia. Ela oferece uma ampla gama de programas, desde ferramentas de web design, manipulação de fotos e criação de vetores, até edição de vídeo/áudio, desenvolvimento de aplicativos móveis, layout de impressão e software de animação. Historicamente, especializou-se em software para a criação e publicação de uma ampla variedade de conteúdo, incluindo gráficos, fotografia, ilustração, animação, multimídia/vídeo, imagens em movimento e impressos. Seus principais produtos incluem o software de edição de imagem Adobe Photoshop; Adobe Illustrator software de ilustração vetorial; Adobe Acrobat Reader e o Portable Document Format (PDF); e uma série de ferramentas principalmente para criação, edição e publicação de conteúdo audiovisual. A Adobe ofereceu uma solução agrupada de seus produtos chamada Adobe Creative Suite, que evoluiu para uma oferta de software como serviço (SaaS) por assinatura chamada Adobe Creative Cloud. A empresa também se expandiu para software de marketing digital e em 2021 foi considerada uma das principais líderes globais em Customer Experience Management (CXM).
A Adobe foi fundada em dezembro de 1982 por John Warnock e Charles Geschke, que estabeleceram a empresa depois de deixar a Xerox PARC para desenvolver e vender a linguagem de descrição de página PostScript. Em 1985, a Apple Computer licenciou o PostScript para uso em suas impressoras LaserWriter, o que ajudou a desencadear a revolução da editoração eletrônica. A Adobe posteriormente desenvolveu animação e multimídia por meio da aquisição da Macromedia, da qual adquiriu o Adobe Flash; software de edição e composição de vídeo com Adobe Premiere, mais tarde conhecido como Adobe Premiere Pro; desenvolvimento web de baixo código com Adobe Muse; e um conjunto de softwares para gestão de marketing digital.
Em 2022, a Adobe tinha mais de 26.000 funcionários em todo o mundo. A Adobe também tem grandes operações de desenvolvimento nos Estados Unidos em Newton, Nova York, Arden Hills, Lehi, Seattle, Austin e San Francisco. Também possui grandes operações de desenvolvimento em Noida e Bangalore, na Índia.

## História

Logotipo da Adobe Systems de 1982 a 1993

Logotipo da Adobe Inc. (nascida Adobe Systems) de 1993 a 2017

A empresa foi iniciada na garagem de John Warnock. O nome da empresa, Adobe, vem de Adobe Creek em Los Altos, Califórnia, que ficava atrás da casa de Warnock. Esse riacho é assim chamado por causa do tipo de argila encontrado lá (Adobe é uma palavra espanhola para Mudbrick), que faz alusão à natureza criativa do software da empresa. O logotipo corporativo da Adobe apresenta um "A" estilizado e foi projetado pela designer gráfica Marva Warnock, esposa de John Warnock. Em 2020, a empresa atualizou sua identidade visual, incluindo a atualização de seu logotipo para uma única cor, um logotipo todo vermelho, mais quente e contemporâneo.
Steve Jobs tentou comprar a empresa por US$ 5 milhões em 1982, mas Warnock e Geschke recusaram. Seus investidores os instaram a chegar a um acordo com Jobs, então eles concordaram em vender a ele ações no valor de 19% da empresa. Jobs pagou um múltiplo de cinco vezes a avaliação de sua empresa na época, mais uma taxa de licença de cinco anos para PostScript, antecipadamente. A compra e o avanço fizeram da Adobe a primeira empresa na história do Vale do Silício a se tornar lucrativa em seu primeiro ano.
Warnock e Geschke consideraram várias opções de negócios, incluindo um negócio de serviço de cópias e um sistema pronto para uso para impressão de escritório. Em seguida, eles optaram por se concentrar no desenvolvimento de software de impressão especializado e criaram a linguagem de descrição de página Adobe PostScript.
O PostScript foi o primeiro padrão verdadeiramente internacional para impressão por computador, pois incluía algoritmos que descreviam as formas de letras de muitos idiomas. A Adobe adicionou produtos de impressão kanji em 1988. Warnock e Geschke também foram capazes de reforçar a credibilidade do PostScript conectando-se com um fabricante de composição tipográfica. Eles não foram capazes de trabalhar com Compugraphic, mas trabalharam com Linotype para licenciar as fontes Helvetica e Times Roman (através do Linotron 100). Em 1987, PostScript havia se tornado a linguagem de impressão padrão da indústria com mais de 400 programas de software de terceiros e acordos de licenciamento com 19 empresas de impressão.
Warnock descreveu a linguagem como "extensível" em sua capacidade de aplicar padrões de artes gráficas à impressão de escritório.
Os primeiros produtos da Adobe depois do PostScript foram fontes digitais que eles lançaram em um formato proprietário chamado Type 1, trabalhado por Bill Paxton depois que ele deixou Stanford. A Apple posteriormente desenvolveu um padrão concorrente, TrueType, que fornecia escalabilidade total e controle preciso do padrão de pixel criado pelos contornos da fonte, e o licenciou para a Microsoft.
Em meados da década de 1980, a Adobe entrou no mercado de software de consumo com o Illustrator, um programa de desenho baseado em vetores para o Apple Macintosh. O Illustrator, que cresceu a partir do software interno de desenvolvimento de fontes da empresa, ajudou a popularizar as impressoras a laser habilitadas para PostScript.
A Adobe entrou no índice NASDAQ Composite em agosto de 1986. Sua receita cresceu de aproximadamente US$ 1 bilhão em 1999 para US$ 4 bilhões em 2012. Os anos fiscais da Adobe vão de dezembro a novembro. Por exemplo, o ano fiscal de 2020 terminou em 27 de novembro de 2020.
Em 1989, a Adobe lançou o que se tornaria seu principal produto, um programa de edição gráfica para Macintosh chamado Photoshop. Estável e cheio de recursos, o Photoshop 1.0 foi habilmente comercializado pela Adobe e logo dominou o mercado.
Em 1993, a Adobe introduziu o PDF, o Portable Document Format, e seu software Adobe Acrobat e Reader. O PDF agora é um padrão internacional: ISO 32000-1:2008.
Em dezembro de 1991, a Adobe lançou o Adobe Premiere, que a Adobe renomeou como Adobe Premiere Pro em 2003. Em 1992, a Adobe adquiriu a OCR Systems, Inc. Em 1994, a Adobe adquiriu a Aldus Corporation e adicionou PageMaker e After Effects à sua linha de produtos no final do ano; ele também controla o formato de arquivo TIFF. No mesmo ano, a Adobe adquiriu a LaserTools Corp e a Computation Inc. Em 2002, a Adobe adquiriu a empresa canadense Accelio (também conhecida como JetForm).
Em maio de 2003, a Adobe comprou o software de edição de áudio e gravação multipista Cool Edit Pro da Syntrillium Software por $ 16,5 milhões, bem como uma grande biblioteca de loops chamada "Loopology". A Adobe então renomeou o Cool Edit Pro para "Adobe Audition" e o incluiu no Creative Suite.
Em 3 de dezembro de 2005, a Adobe adquiriu sua principal rival, a Macromedia, em uma troca de ações avaliada em cerca de US$ 3,4 bilhões, acrescentando ColdFusion, Contribute, Captivate, Breeze (renomeado como Adobe Connect), Director, Dreamweaver, Fireworks, Flash, FlashPaper, Flex, FreeHand, HomeSite, JRun, Presenter e Authorware para a linha de produtos da Adobe.
A Adobe lançou o Adobe Media Player em abril de 2008. Em 27 de abril, a Adobe interrompeu o desenvolvimento e as vendas de seu antigo software de desenvolvimento HTML/web, GoLive, em favor do Dreamweaver. A Adobe ofereceu um desconto no Dreamweaver para usuários do GoLive e oferece suporte àqueles que ainda usam o GoLive com tutoriais online e assistência para migração. Em 1º de junho, a Adobe lançou o Acrobat.com, uma série de aplicativos da Web voltados para o trabalho colaborativo. O Creative Suite 4, que inclui Design, Web, Production Premium e Master Collection, foi lançado em outubro de 2008 em seis configurações a preços de cerca de US$ 1.700 a US$ 2.500 ou por candidatura individual. A versão Windows do Photoshop inclui processamento de 64 bits. Em 3 de dezembro de 2008, a Adobe demitiu 600 de seus funcionários (8% da equipe mundial) citando o fraco ambiente econômico.
Em 15 de setembro de 2009, a Adobe Systems anunciou que iria adquirir a Omniture, empresa de marketing online e análise da web, por US$ 1,8 bilhão. O acordo foi concluído em 23 de outubro de 2009. Os produtos anteriores da Omniture foram integrados ao Adobe Marketing Cloud.

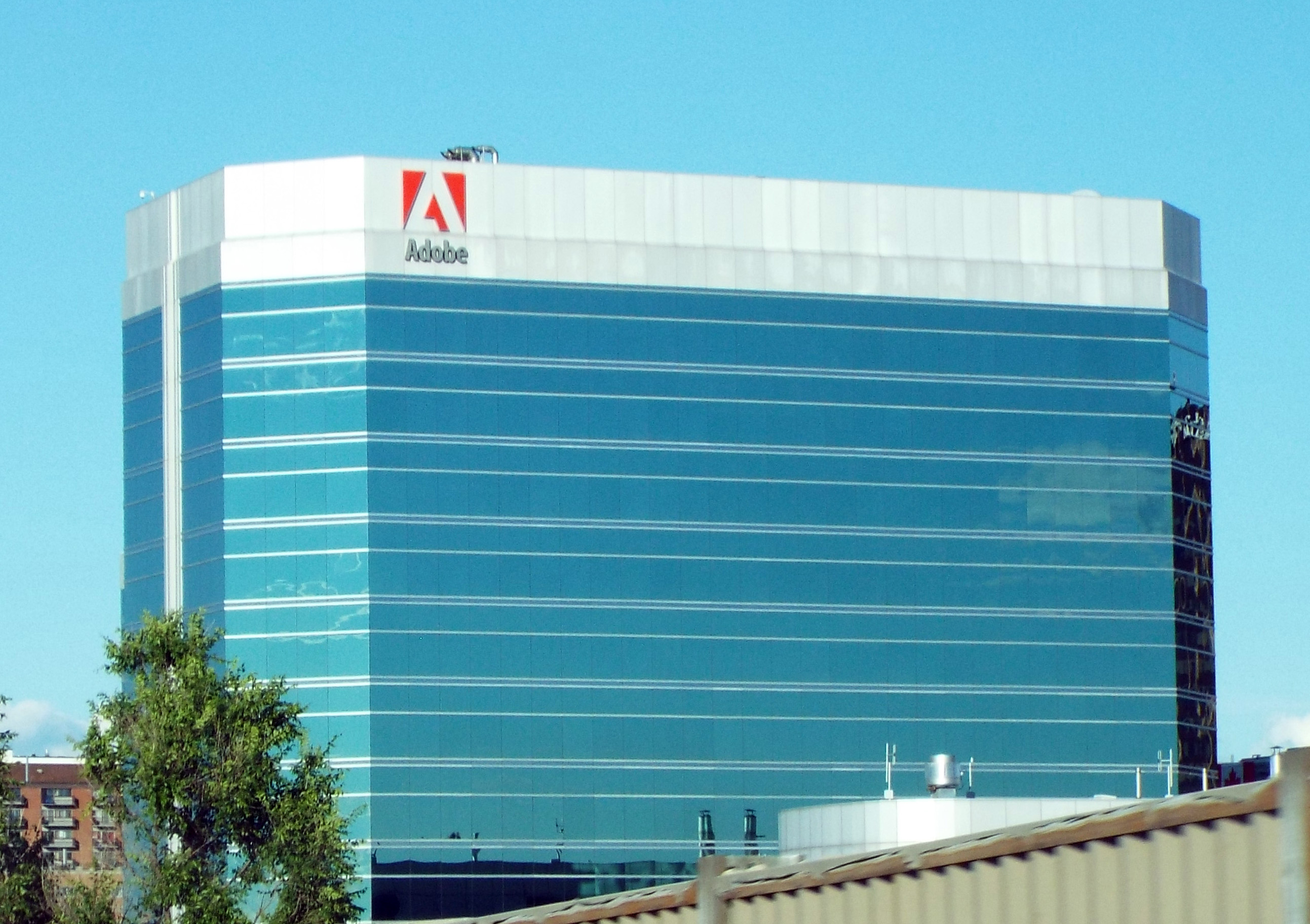
Adobe Systems Canada em Ottawa, Ontário

Em 10 de novembro de 2009, a empresa demitiu mais 680 funcionários.[carece de fontes?]
O ano de 2010 da Adobe foi marcado por contínuas discussões frente e verso com a Apple sobre o não suporte desta última para o Adobe Flash em seu iPhone, iPad e outros produtos. O ex-CEO da Apple, Steve Jobs, afirmou que o Flash não era confiável ou seguro o suficiente, enquanto os executivos da Adobe argumentaram que a Apple deseja manter o controle sobre a plataforma iOS. Em abril de 2010, Steve Jobs publicou um post intitulado "Pensamentos sobre o Flash", onde ele delineou seus pensamentos sobre o Flash e a ascensão do HTML 5. Em julho de 2010, a Adobe comprou a Day Software integrando sua linha de produtos CQ: WCM, DAM, SOCO, e Mobile
Em janeiro de 2011, a Adobe adquiriu a DemDex, Inc. com a intenção de adicionar o software de otimização de audiência da DemDex ao seu pacote de marketing online. No Photoshop World 2011, a Adobe revelou um novo serviço de fotografia móvel. Carousel é um novo aplicativo para iPhone, iPad e Mac que usa a tecnologia Photoshop Lightroom para que os usuários ajustem e ajustem imagens em todas as plataformas. Carousel também permitirá que os usuários sincronizem, compartilhem e naveguem fotos automaticamente. O serviço foi posteriormente renomeado para "Adobe Revel".
Em outubro de 2011, a Adobe adquiriu a Nitobi Software, criadora da estrutura de desenvolvimento de aplicativos móveis PhoneGap. Como parte da aquisição, o código-fonte do PhoneGap foi submetido à Apache Foundation, onde se tornou Apache Cordova.
Em novembro de 2011 a Adobe anunciou que interromperia o desenvolvimento do Flash para dispositivos móveis após a versão 11.1. Em vez disso, focaria em HTML 5 para dispositivos móveis. Em dezembro de 2011, a Adobe anunciou que entrou em um acordo definitivo para adquirir a Efficient Frontier.
Em dezembro de 2012, a Adobe inaugurou um novo campus corporativo de 280.000 pés quadrados (26.000 m²) em Lehi, Utah.
Em 2013, a Adobe sofreu uma grande violação de segurança. Vastas porções do código-fonte do software da empresa foram roubadas e postadas online e mais de 150 milhões de registros de clientes da Adobe foram disponibilizados para download. Em 2012, cerca de 40 milhões de conjuntos de informações de cartões de pagamento foram comprometidos por um hack da Adobe.
Uma ação coletiva alegando que a empresa suprimiu a remuneração dos funcionários foi movida contra a Adobe e três outras empresas com sede no Vale do Silício em um tribunal distrital federal da Califórnia em 2013. Em maio de 2014, foi revelado que as quatro empresas, Adobe, Apple, Google e Intel chegaram a um acordo com os demandantes, 64.000 funcionários das quatro empresas, para pagar uma quantia de $ 324,5 milhões para resolver o processo.
Em março de 2018, no Adobe Summit, a empresa e a NVIDIA divulgaram uma associação importante para atualizar rapidamente sua IA impulsionada pelo setor e inovações de aprendizado profundo. Expandindo em anos de esforço coordenado, as organizações trabalharão para simplificar o Adobe Sensei AI e a estrutura de aprendizado de máquina para GPUs NVIDIA. O esforço conjunto acelerará o tempo para mostrar e aprimorar a execução de novos serviços desenvolvidos pelo Sensei para clientes e engenheiros da Adobe Creative Cloud e Experience Cloud.
A Adobe e a NVIDIA têm cooperado por mais de 10 anos para capacitar a aceleração de GPU para uma ampla gama de produtos de interface criativos e computadorizados da Adobe. Isso incorpora recursos desenvolvidos pelo Sensei, por exemplo, sincronização labial automática no Adobe Character Animator CC e edição com reconhecimento facial no Photoshop CC, além de itens e recursos AI/ML baseados em nuvem, por exemplo, investigação de imagens para Adobe Stock e Lightroom CC e rotulagem automática no Adobe Experience Supervisor.
Em maio de 2018, a Adobe declarou que compraria o provedor de serviços de comércio eletrônico Magento Commerce da empresa de private equity Permira por US$ 1,68 bilhão. Este acordo ajudará a fortalecer seus negócios Experience Cloud, que fornecem serviços, incluindo análise, publicidade e marketing. O negócio é fechado em 19 de junho de 2018.
Em setembro de 2018, a Adobe anunciou a aquisição da empresa de software de automação de marketing Marketo.
Em outubro de 2018, a Adobe mudou oficialmente seu nome de Adobe Systems Incorporated para Adobe Inc.
Em janeiro de 2019, a Adobe anunciou a aquisição da empresa de texturização 3D Allegorithmic.
Em 2020, o Adobe Summit anual foi cancelado devido à pandemia de COVID-19. O evento ocorreu online e teve mais de 21 milhões de visualizações totais de vídeo e mais de 2,2 milhões de visitas ao site do evento.
A gigante do software impôs a proibição dos recursos de anúncios políticos em sua plataforma de vendas de anúncios digitais à medida que as eleições presidenciais dos Estados Unidos se aproximam.
Em 9 de novembro de 2020, a Adobe anunciou que gastará US$ 1,5 bilhão para adquirir a Workfront, fornecedora de software de colaboração de marketing. A aquisição foi concluída no início de dezembro de 2020.
Em 19 de agosto de 2021, a Adobe anunciou que havia firmado um contrato definitivo para adquirir o Frame.io, uma plataforma líder de colaboração em vídeo baseada em nuvem. A transação está avaliada em US$ 1,275 bilhão e fechada durante o quarto trimestre do ano fiscal de 2021 da Adobe.
Em 15 de setembro de 2021, a Adobe Inc anunciou formalmente que adicionará serviços de pagamento à sua plataforma de comércio eletrônico este ano, permitindo aos comerciantes em sua plataforma um método para aceitar pagamentos, incluindo cartões de crédito e PayPal.
Em setembro de 2022, a Adobe anunciou que havia concordado em comprar a start-up de design de software Figma por US $ 20 bilhões. O software de design baseado em nuvem da Figma compete diretamente com o Adobe XD. O acordo enfrenta escrutínio regulatório.

## Finanças
| Ano  | Receita em mil. US-$ | Taxa de crescimento % | Lucro Líquido em mil. US-$ | Preço por Ação em US-$ | Funcionários |
| ---- | -------------------- | --------------------- | -------------------------- | ---------------------- | ------------ |
| 2005 | 1,966                |                       | 603                        | 30.77                  |              |
| 2006 | 2,575                | 23.65%                | 506                        | 35.60                  |              |
| 2007 | 3,158                | 18.46%                | 724                        | 41.97                  |              |
| 2008 | 3,580                | 11.79%                | 872                        | 35.33                  |              |
| 2009 | 2,946                | (21.52)%              | 387                        | 28.63                  |              |
| 2010 | 3,800                | 22.47%                | 775                        | 31.21                  |              |
| 2011 | 4,216                | 9.87%                 | 833                        | 31.12                  |              |
| 2012 | 4,404                | 4.27%                 | 833                        | 32.67                  |              |
| 2013 | 4,055                | (8.61)%               | 290                        | 46.80                  | 11,847       |
| 2014 | 4,147                | 2.22%                 | 268                        | 67.45                  | 12,499       |
| 2015 | 4,796                | 13.53%                | 630                        | 80.97                  | 13,893       |
| 2016 | 5,854                | 18.07%                | 1,169                      | 97.32                  | 15,706       |
| 2017 | 7,302                | 19.83%                | 1,694                      | 144.00                 | 17,973       |
| 2018 | 9,030                | 19.14%                | 2,591                      | 226.24                 | 21,357       |
| 2019 | 11,178               | 19.16%                | 2,951                      | 490.564                | 22,634       |
| 2020 | 12,806*              | 12.8%*                | 3,669*                     |                        | 22,516       |

## Produtos
A lista de software, serviços online e formatos de arquivo atualmente suportados pela Adobe inclui o seguinte (em outubro de 2022):
| Nome               | Ícone | Tipo                                                        |
| ------------------ | ----- | ----------------------------------------------------------- |
| Photoshop          |       | Editor de gráficos raster                                   |
| Photoshop Elements |       | Editor de gráficos raster, amador                           |
| Illustrator        |       | Editor de gráficos vetoriais                                |
| Acrobat DC         |       | Visualizador, criador e editor de Portable Document Format  |
| FrameMaker         |       | Processador de documentos complexos                         |
| XD                 |       | Ferramenta de desenho vetorial para aplicações web e mobile |
| InDesign           |       | Ferramenta de design e composição de editoração eletrônica  |
| Lightroom          |       | Processador de imagem bruta                                 |
| InCopy             |       | Processador de texto simples                                |

| Nome        | Ícone | Tipo                              |
| ----------- | ----- | --------------------------------- |
| Dreamweaver |       | ferramenta de desenvolvimento web |
| Flash       |       | Plataforma de software multimídia |

| Nome               | Ícone | Tipo                                                                       |
| ------------------ | ----- | -------------------------------------------------------------------------- |
| Premiere Pro       |       | Editor não linear                                                          |
| Premiere Elements  |       | Editor de vídeo não linear, amador                                         |
| Audition           |       | Editor de áudio                                                            |
| After Effects      |       | Efeitos visuais digitais, gráficos em movimento e aplicativo de composição |
| Character Animator |       | Ferramenta de captura de movimento                                         |
| Prelude            |       | Ingestão de transmissão e aplicativo de registro                           |
| Animate            |       | Aplicativo de animação por computador                                      |
| Spark Video        |       | Editor de vídeo não linear, amador, aplicativo da web                      |

| Nome                    | Ícone | Tipo                                           |
| ----------------------- | ----- | ---------------------------------------------- |
| Captivate               |       | Ferramenta de autoria de cursos de e-learning  |
| Presenter Video Express |       | Gravador e editor de screencasting             |
| Connect                 |       | Ferramenta de teleconferência e videotelefonia |

| Nome           | Ícone | Tipo                                                       |
| -------------- | ----- | ---------------------------------------------------------- |
| ColdFusion     |       | Plataforma de desenvolvimento rápido de aplicativos da web |
| Content Server |       | Sistema de gerenciamento de direitos digitais de e-book    |
| LiveCycle      |       | Java EE Software de arquitetura orientada a serviços       |

| Nome         | Ícone | Tipo                                                                      |
| ------------ | ----- | ------------------------------------------------------------------------- |
| Aero         |       | Ferramenta de criação e publicação de realidade aumentada                 |
| Dimension    |       | ferramenta de renderização 3D e design rudimentar                         |
| Substance 3D |       | Ferramenta de posicionamento e personalização de modelos 3D pré-equipados |

Software de gerenciamento de marketing digital
Adobe Experience Cloud, Adobe Experience Manager (AEM 6.2), complemento de documentação XML (para AEM), Mixamo
Formatos
Portable Document Format (PDF), predecessor do PDF PostScript, ActionScript, Shockwave Flash (SWF), Flash Video (FLV), e Filmstrip (.flm)
serviços hospedados na web
Adobe Color, Photoshop Express, Acrobat.com, Behance e Adobe Spark
Renderizador Adobe
Adobe Media Encoder
Adobe Stock
Uma agência de microstock que atualmente fornece mais de 57 milhões de imagens e vídeos de alta resolução isentos de royalties disponíveis para licenciamento (por meio de assinatura ou métodos de compra de crédito). Em 2015, a Adobe adquiriu o Fotolia, um mercado de conteúdo de estoque fundado em 2005 por Thibaud Elziere, Oleg Tscheltzoff e Patrick Chassany que operava em 23 países. É executado como um site independente.
Adobe Experience Platform
Uma família de produtos de gerenciamento de conteúdo, desenvolvimento e relacionamento com o cliente, com o que a Adobe chama de "próxima geração" de sua estrutura de aprendizado de máquina e inteligência artificial Sensei, lançada em março de 2019.

## Recepção
Desde 2000, a Fortune reconhece a Adobe como uma das 100 melhores empresas para se trabalhar. Em 2021, a Adobe ficou em 16º lugar. A Glassdoor reconheceu a Adobe como o melhor lugar para trabalhar. Em outubro de 2021, a Fast Company incluiu a Adobe em sua lista de marcas que importam. Em outubro de 2008, a Adobe Systems Canada Inc. foi nomeada uma das "100 melhores empregadoras do Canadá" pela Mediacorp Canada Inc. e foi destaque na revista de notícias da Maclean.
A Adobe recebeu uma classificação de cinco estrelas da Electronic Frontier Foundation com relação ao tratamento de solicitações de dados do governo em 2017.

## Criticas

### Preços
A Adobe foi criticada por suas práticas de preços, com os preços de varejo sendo até o dobro em países fora dos Estados Unidos. Por exemplo, é significativamente mais barato pagar por uma passagem aérea de volta para os Estados Unidos e comprar uma coleção específica de software da Adobe lá do que comprá-la localmente na Austrália.
Depois que a Adobe revelou o preço do Creative Suite 3 Master Collection, que era £ 1.000 mais alto para clientes europeus, uma petição para protestar contra "preços injustos" foi publicada e assinada por 10.000 usuários. Em junho de 2009, a Adobe aumentou ainda mais seus preços no Reino Unido em 10%, apesar do enfraquecimento da libra em relação ao dólar, e os usuários do Reino Unido não foram autorizados a comprar na loja dos EUA.
Os programas Reader e Flash da Adobe foram listados no artigo "Os 10 programas mais odiados de todos os tempos" da TechRadar.

### Segurança
Os hackers exploraram vulnerabilidades em programas da Adobe, como o Adobe Reader, para obter acesso não autorizado a computadores. O Flash Player da Adobe também foi criticado por, entre outras coisas, sofrer com desempenho, uso de memória e problemas de segurança (veja as críticas ao Flash Player). Um relatório de pesquisadores de segurança da Kaspersky Lab criticou a Adobe por produzir produtos com as 10 principais vulnerabilidades de segurança.
Observadores observaram que a Adobe estava espionando seus clientes ao incluir spyware no software Creative Suite 3 e enviar dados de usuários discretamente para uma empresa chamada Omniture. Quando os usuários ficaram sabendo, a Adobe explicou o que o software suspeito fazia e admitiu que: "poderia e deveria fazer um trabalho melhor levando em consideração as questões de segurança". Quando uma falha de segurança foi descoberta mais tarde no Photoshop CS5, a Adobe provocou indignação ao dizer que deixaria a falha sem correção, então qualquer pessoa que quisesse usar o software com segurança teria que pagar por uma atualização. Após uma forte reação, a Adobe decidiu fornecer o patch de software.
A Adobe foi criticada por enviar software indesejado, incluindo barras de ferramentas de navegador de terceiros e verificadores de vírus gratuitos, geralmente como parte do processo de atualização do Flash, e por enviar um programa de scareware de terceiros projetado para assustar os usuários e fazê-los pagar por reparos desnecessários no sistema.

### Violação de dados do cliente
Em 3 de outubro de 2013, a empresa inicialmente revelou que 2,9 milhões de dados pessoais e confidenciais de clientes foram roubados em uma violação de segurança que incluía informações de cartão de crédito criptografadas. A Adobe admitiu posteriormente que 38 milhões de usuários ativos foram afetados e os invasores obtiveram acesso a seus IDs e senhas criptografadas, bem como a muitas contas inativas da Adobe. A empresa não deixou claro se todas as informações pessoais foram criptografadas, como endereços de e-mail e endereços físicos, embora as leis de privacidade de dados em 44 estados exijam que essas informações sejam criptografadas.
Um arquivo de 3,8 GB roubado da Adobe e contendo 152 milhões de nomes de usuário, senhas criptografadas reversivelmente e dicas de senha não criptografadas foi postado no AnonNews.org. LastPass, uma empresa de segurança de senhas, disse que a Adobe falhou em usar as melhores práticas para proteger as senhas e não as salvou. Outra empresa de segurança, a Sophos, mostrou que a Adobe usou um método de criptografia fraco, permitindo a recuperação de muitas informações com muito pouco esforço. De acordo com o especialista em TI Simon Bain, a Adobe falhou com seus clientes e 'deveria baixar a cabeça de vergonha'.
Muitos dos cartões de crédito estavam vinculados ao serviço de software por assinatura da Creative Cloud. A Adobe ofereceu a seus clientes americanos afetados uma assinatura gratuita em um serviço de monitoramento de crédito, mas nenhum acordo semelhante foi feito para clientes fora dos EUA. Quando ocorre uma violação de dados nos EUA, as penalidades dependem do estado onde a vítima reside, não da sede da empresa.
Depois de roubar os dados dos clientes, os cibercriminosos também acessaram o repositório de código-fonte da Adobe, provavelmente em meados de agosto de 2013. Como os hackers adquiriram cópias do código-fonte de produtos proprietários da Adobe, eles puderam encontrar e explorar qualquer potencial pontos fracos em sua segurança, alertaram os especialistas em informática. O pesquisador de segurança Alex Holden, diretor de segurança da informação da Hold Security, caracterizou esta violação da Adobe, que afetou o Acrobat, ColdFusion e vários outros aplicativos, como "uma das piores da história dos Estados Unidos". A Adobe também anunciou que os hackers roubaram partes do código-fonte do Photoshop, o que, segundo os comentaristas, poderia permitir que os programadores copiassem suas técnicas de engenharia e tornaria mais fácil a pirataria dos caros produtos da Adobe.
Publicado em um servidor de um grupo de hackers de língua russa, a "divulgação de algoritmos de criptografia, outros esquemas de segurança e vulnerabilidades de software podem ser usadas para contornar proteções para dados individuais e corporativos" e podem ter aberto o portal para a nova geração ataques de dia zero. Os hackers já usaram as explorações do ColdFusion para roubar nomes de usuário e senhas criptografadas dos clientes da PR Newswire, que foram vinculados à violação de segurança da Adobe. Eles também usaram uma exploração do ColdFusion para violar o tribunal do estado de Washington e expor até 200.000 números de segurança social.

### Práticas anticompetitivas
Em 1994, a Adobe adquiriu a Aldus Corp., uma fornecedora de software que vendia o FreeHand, um produto concorrente. O FreeHand era um concorrente direto do Adobe Illustrator, o principal editor de gráficos vetoriais da Adobe. A Federal Trade Commission interveio e forçou a Adobe a vender o FreeHand de volta para a Altsys, e também proibiu a Adobe de comprar de volta o FreeHand ou qualquer programa similar pelos próximos 10 anos (1994–2004). A Altsys foi então comprada pela Macromedia, que lançou as versões 5 a 11. Quando a Adobe adquiriu a Macromedia em dezembro de 2005, ela paralisou o desenvolvimento do FreeHand em 2007, tornando-o efetivamente obsoleto. Com FreeHand e Illustrator, a Adobe controlava os dois únicos produtos que competem no mercado de programas de ilustração profissional para sistemas operacionais Macintosh.
Em 2011, um grupo de 5.000 designers gráficos da FreeHand reuniu-se sob o nome de Free FreeHand e apresentou uma queixa civil antitruste no Tribunal Distrital dos EUA do Distrito Norte da Califórnia contra a Adobe. O processo alegou que a Adobe violou as leis antitruste federais e estaduais ao abusar de sua posição dominante no mercado profissional de software de ilustração gráfica vetorial e que a Adobe se envolveu em uma série de medidas excludentes e anti- atos competitivos e estratégias destinadas a matar o FreeHand, o concorrente dominante do software Illustrator da Adobe, em vez de competir com base no mérito do produto de acordo com os princípios do capitalismo de livre mercado. A Adobe não respondeu às reclamações e o processo acabou sendo encerrado. A comunidade FreeHand acredita que a Adobe deve liberar o produto para uma comunidade de código aberto se não puder atualizá-lo internamente.
A partir de 2010, em sua página de produto FreeHand, a Adobe afirmou: "Embora reconheçamos que o FreeHand tem uma base de clientes leais, encorajamos os usuários a migrar para o novo software Adobe Illustrator CS4, que oferece suporte a PowerPC e Macs baseados em Intel e Microsoft Windows XP e Windows Vista." A partir de 2016, a página do FreeHand não existe mais; em vez disso, ele simplesmente redireciona para a página do Illustrator. O servidor FTP do software da Adobe ainda contém um diretório para o FreeHand, mas está vazio.

### Taxas de cancelamento
Em abril de 2021, a Adobe recebeu críticas de usuários do Twitter pelas taxas de cancelamento da empresa depois que um cliente compartilhou um tweet mostrando que foi cobrada uma taxa de cancelamento de $ 291,45 por sua assinatura da Adobe Creative Cloud. Muitos também mostraram suas taxas de cancelamento para Adobe Creative Cloud, o que levou muitos a encorajar a pirataria de produtos Adobe e/ou compra de alternativas com preços mais baixos ou usando software FOSS. Além disso, há relatos de que, com a alteração das assinaturas, é possível evitar o pagamento dessa taxa.

## CEOs
- John Warnock (1982-2000)
- Bruce Chizen (2000-2007)
- Shantanu Narayen (2007–presente)